# گمینا ترویانوو
گمینا ترویانوو (به لهستانی:  Gmina Trojanów) یک گمینا در لهستان است که در شهرستان گاروولین واقع شده‌است. گمینا ترویانوو ۱۵۱٫۰۱ کیلومتر مربع مساحت و ۷٬۷۵۷ نفر جمعیت دارد.